# Diàclasi

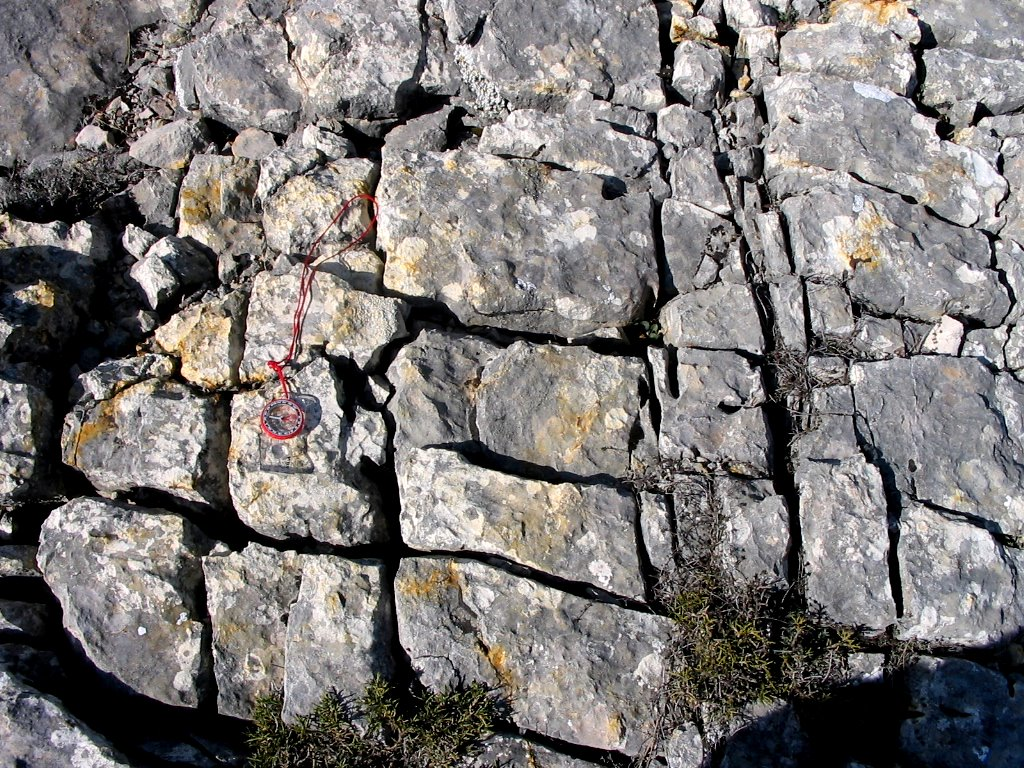
Sistema de dues famílies de diàclasi conjugades. Cretaci a la província de Conca

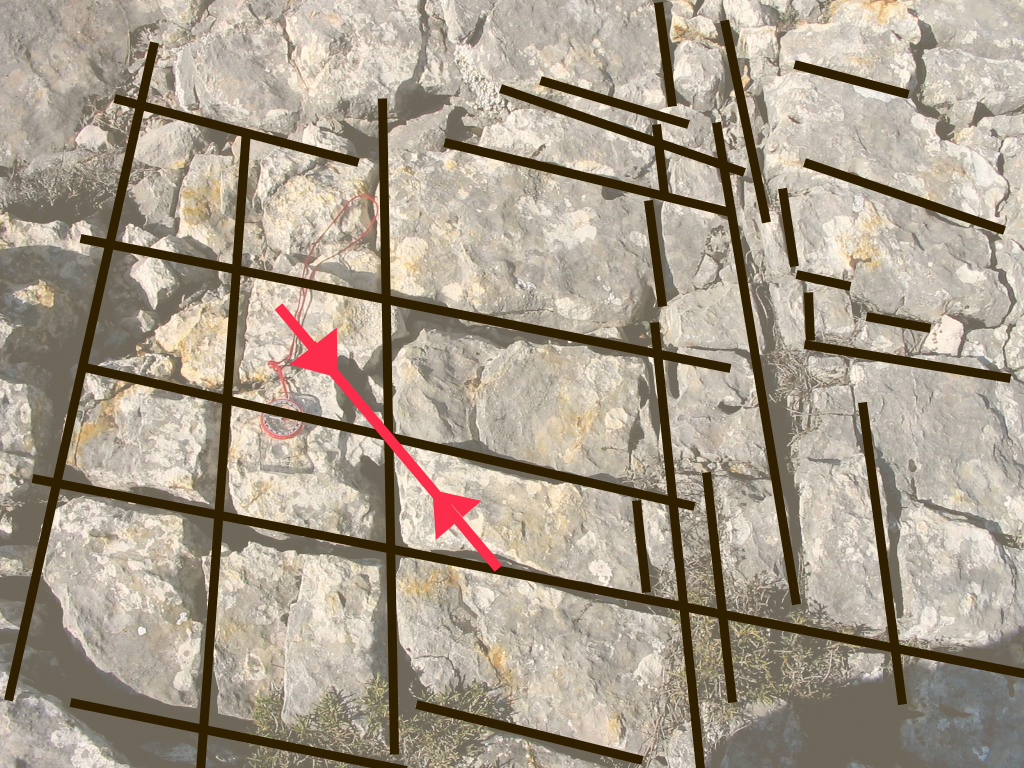
Esquema marcant les dues famílies de diàclasi. La línia vermella indicaria la direcció de la compressió

La diàclasi (del grec «διά» dia, 'a través de', i klasis, 'trencament') és una fractura en les roques en què els fragments no es desplacen, sinó es mantenen en la posició inicial, i que es tradueix en una superfície de discontinuïtat sovint micromètrica o virtual que travessa la roca, causada per refredament en les roques ígnies o per relaxament d'esforços en les roques sedimentàries.
El desplaçament no és res més que una mínima separació transversal. Així es distingeixen de les falles, fractures en què sí que hi ha un lliscament dels blocs. Són estructures molt freqüents.
No sol presentar-se una sola diàclasi, sinó famílies de diàclasis relacionades per l'origen i la direcció. Les diàclasis es disposen més o menys perpendicularment als plans d'estratificació.

## Característiques de la diàclasi
L'orientació de la diàclasi es determina per dos paràmetres: 
- Direcció: angle que forma una línia horitzontal continguda en el pla de la diàclasi amb l'eix nord-sud.
- Capbussament: angle format per la diàclasi i un pla horitzontal imaginari.

Les diàclasis poden no ser planes ni respondre a una geometria regular. Per tant, els paràmetres indicats en poden variar d'un lloc a l'altre.

## Associacions de diàclasis
Les diàclasis no solen aparèixer aïllades sinó associades a falles i plegaments. Quan hi ha dos o més conjunts de diàclasis es diu que formen un sistema, els més senzills en són:
- Sistema de diàclasis paral·leles: totes les diàclasis tenen la mateixa direcció i capbussament.
- Sistema de diàclasis que es tallen: les diàclasis tenen diferents direccions i capbussaments i, per tant, es tallen en diferents punts. El cas més comú sol ser el sistema de diàclasis conjugades, amb dues o tres direccions predominants de diàclasis produïdes pel mateix fenomen tectònic (distensió o compressió).

## Mecanismes de formació
La formació de les diàclasis es deu a causes molt diverses.

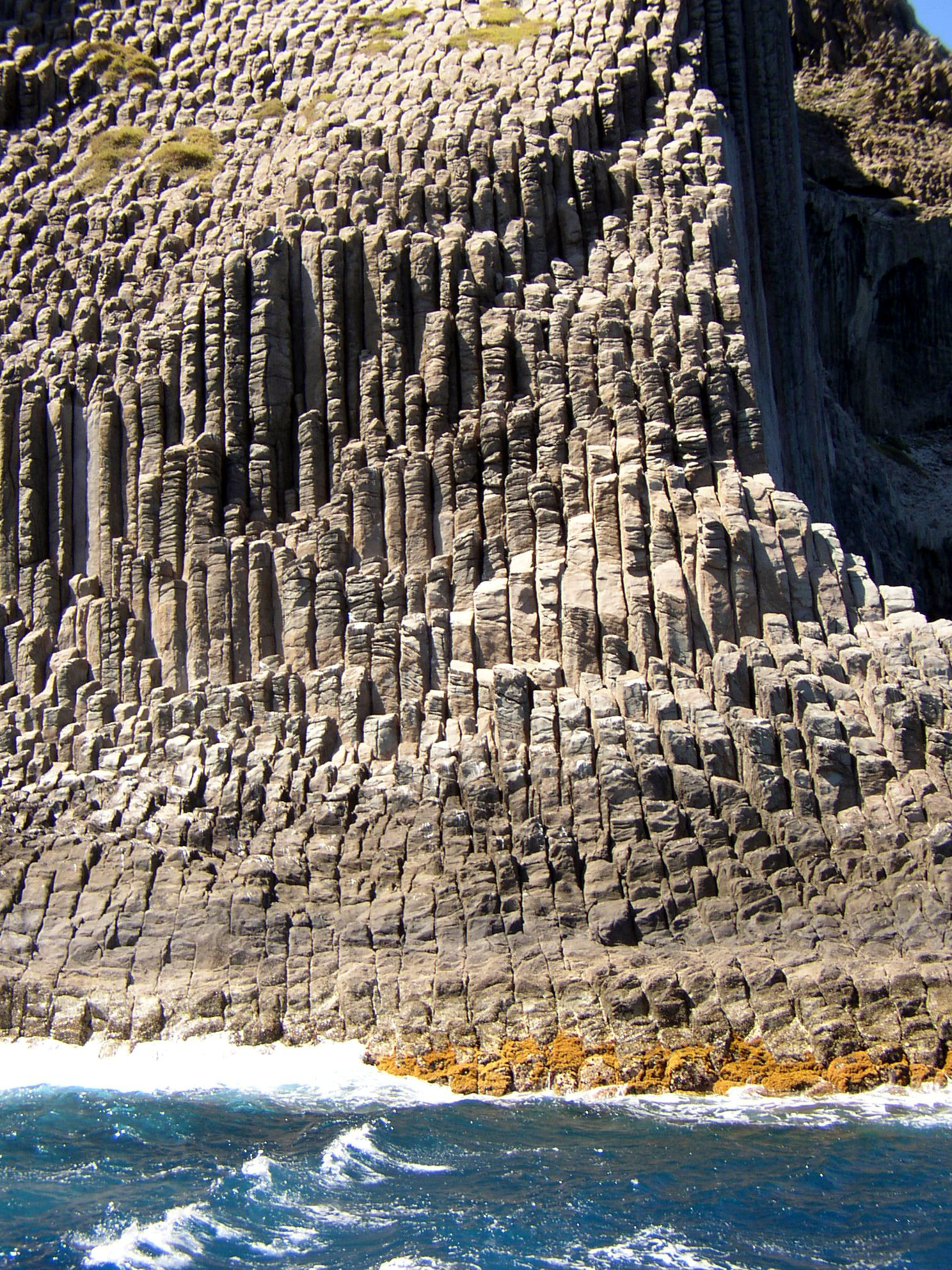
Els orgues de La Gomera, resultat d'un tipus de disjunció columnar en basalt, un tipus de diàclasi produïda per refredament

Una de les causes més freqüents de formació és per disminució del volum del material (augment de la densitat), que es pot produir per diferents motius com la deshidratació i el refredament. Una altra causa n'és la descompressió.